# 阿爾沃德 (愛荷華州)
阿爾沃德（英語：Alvord）是美国艾奥瓦州萊昂縣下轄的一个城市。2010年人口统计为196人。